# Paul Izzo
Paul David Izzo (Adelaide, 6 januari 1995) is een Australisch-Italiaans voetballer die speelt als doelman. In juli 2024 verruilde hij Melbourne Victory voor Randers FC.

## Clubcarrière
Izzo speelt sinds 2011 bij Adelaide United, nadat hij bij Campbelltown City en AIS de jeugdopleiding doorgelopen had. Op 1 december 2012 maakte de doelman zijn debuut als professioneel voetballer. Tijdens de uitwedstrijd tegen Central Coast Mariners (2–1 nederlaag) verving hij Eugene Galeković die met het nationale elftal weg was. Zes dagen later, op de zevende, speelde de jonge Izzo zijn eerste thuiswedstrijd, tegen Melbourne Victory (4-2 winst). Na de terugkeer van Galeković werd Izzo weer reservekeus achter de routinier. In 2015 verliep zijn verbintenis en hierop ondertekende Izzo een contract voor de duur van twee jaar bij Central Coast Mariners.
Na twee seizoenen keerde de doelman transfervrij terug naar Adelaide United, waar hij voor drie jaar tekende. Xanthi werd in oktober 2020 de eerste buitenlandse club van Izzo, nadat de Griekse club hem transfervrij had overgenomen. Medio 2022 keerde de doelman terug naar Australië, waar hij voor Melbourne Victory ging spelen. Izzo begon in de zomer van 2024 aan zijn tweede avontuur buiten Australië, toen hij een contract tekende bij Randers FC.

## Clubstatistieken
| Seizoen | Club                   | Competitie     | Competitie | Competitie | Beker | Beker | Internationaal | Internationaal | Totaal | Totaal |
| Seizoen | Club                   | Competitie     | Wed.       | Dlp.       | Wed.  | Dlp.  | Wed.           | Dlp.           | Wed.   | Dlp.   |
| ------- | ---------------------- | -------------- | ---------- | ---------- | ----- | ----- | -------------- | -------------- | ------ | ------ |
| 2012/13 | Adelaide United        | A-League       | 3          | 0          | 0     | 0     | 0              | 0              | 3      | 0      |
| 2013/14 | Adelaide United        | A-League       | 0          | 0          | 0     | 0     | —              | —              | 0      | 0      |
| 2014/15 | Adelaide United        | A-League       | 3          | 0          | 0     | 0     | —              | —              | 3      | 0      |
| 2015/16 | Central Coast Mariners | A-League       | 21         | 0          | 0     | 0     | —              | —              | 21     | 0      |
| 2016/17 | Central Coast Mariners | A-League       | 21         | 0          | 0     | 0     | —              | —              | 21     | 0      |
| 2017/18 | Adelaide United        | A-League       | 24         | 0          | 5     | 0     | —              | —              | 29     | 0      |
| 2018/19 | Adelaide United        | A-League       | 29         | 0          | 5     | 0     | —              | —              | 34     | 0      |
| 2019/20 | Adelaide United        | A-League       | 25         | 0          | 4     | 0     | —              | —              | 29     | 0      |
| 2020/21 | Xanthi                 | Super League 2 | 20         | 0          | 2     | 0     | —              | —              | 22     | 0      |
| 2021/22 | Xanthi                 | Super League 2 | 25         | 0          | 1     | 0     | —              | —              | 26     | 0      |
| 2022/23 | Melbourne Victory      | A-League       | 19         | 0          | 1     | 0     | —              | —              | 20     | 0      |
| 2023/24 | Melbourne Victory      | A-League       | 31         | 0          | 0     | 0     | —              | —              | 31     | 0      |
| 2024/25 | Randers FC             | Superligaen    | 1          | 0          | 0     | 0     | —              | —              | 1      | 0      |
| Totaal  | Totaal                 | Totaal         | 222        | 0          | 18    | 0     | 0              | 0              | 240    | 0      |

Bijgewerkt op 24 juli 2024.